# Uherčice - zámek
Uherčice - zámek este o arie protejată (arie specială de conservare — SAC, sit de importanță comunitară — SCI) din Republica Cehă întinsă pe o suprafață de 0,9 ha, integral pe uscat.

## Localizare
Centrul sitului Uherčice - zámek este situat la coordonatele 48°54′53″N 15°38′00″E / 48.914722°N 15.633333°E.

## Înființare
Situl Uherčice - zámek a fost declarat sit de importanță comunitară în aprilie 2005 pentru a proteja 1 specie de animale. Situl a fost protejat și ca arie specială de conservare în iunie 2016.

## Biodiversitate
Situată în ecoregiunea continentală, aria protejată nu include niciun habitat protejat.
La baza desemnării sitului se află o specie protejată de  mamifere: liliacul mic cu potcoavă (Rhinolophus hipposideros).